# Pelargonia bluszczolistna

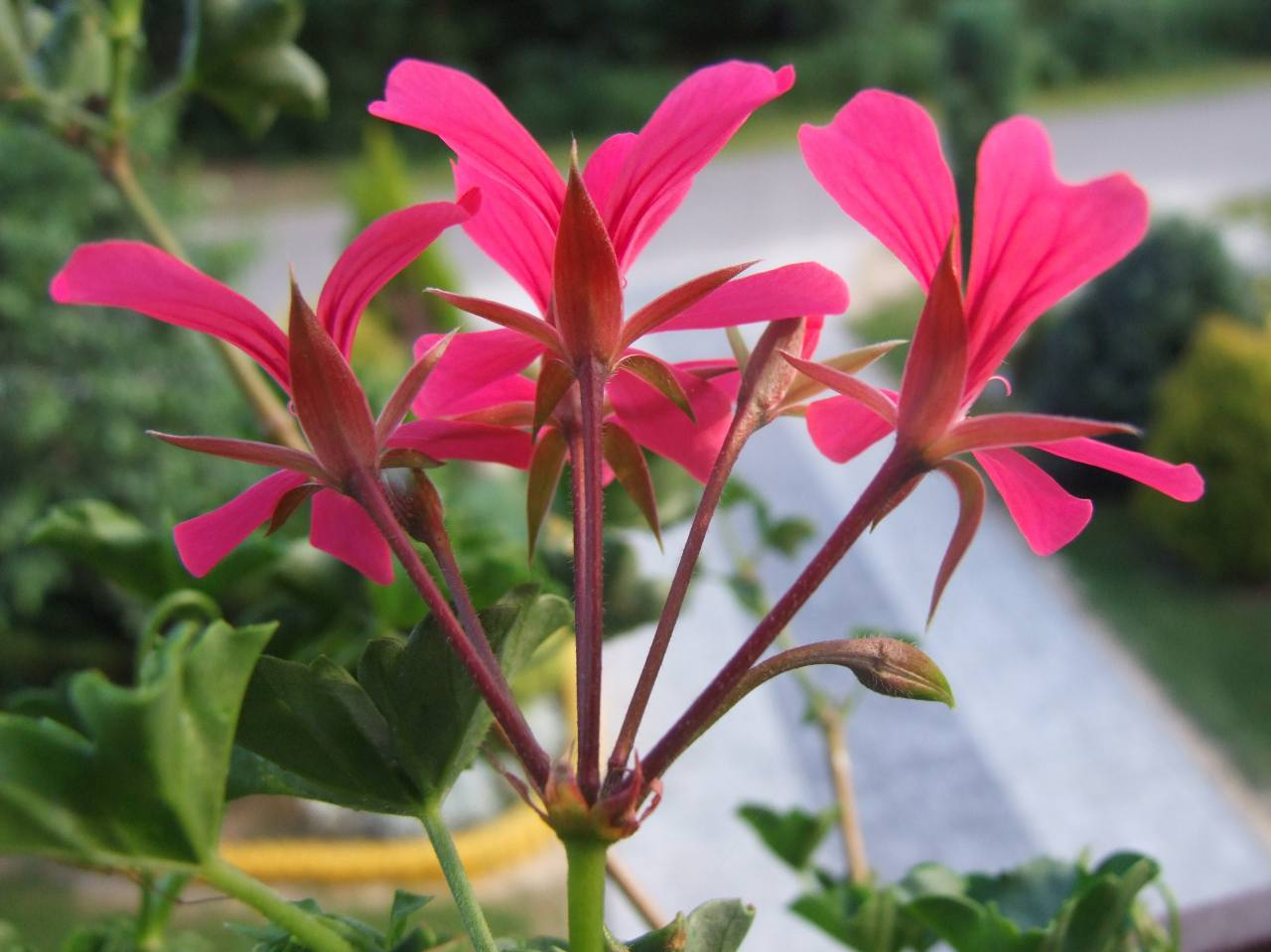
Kwiaty

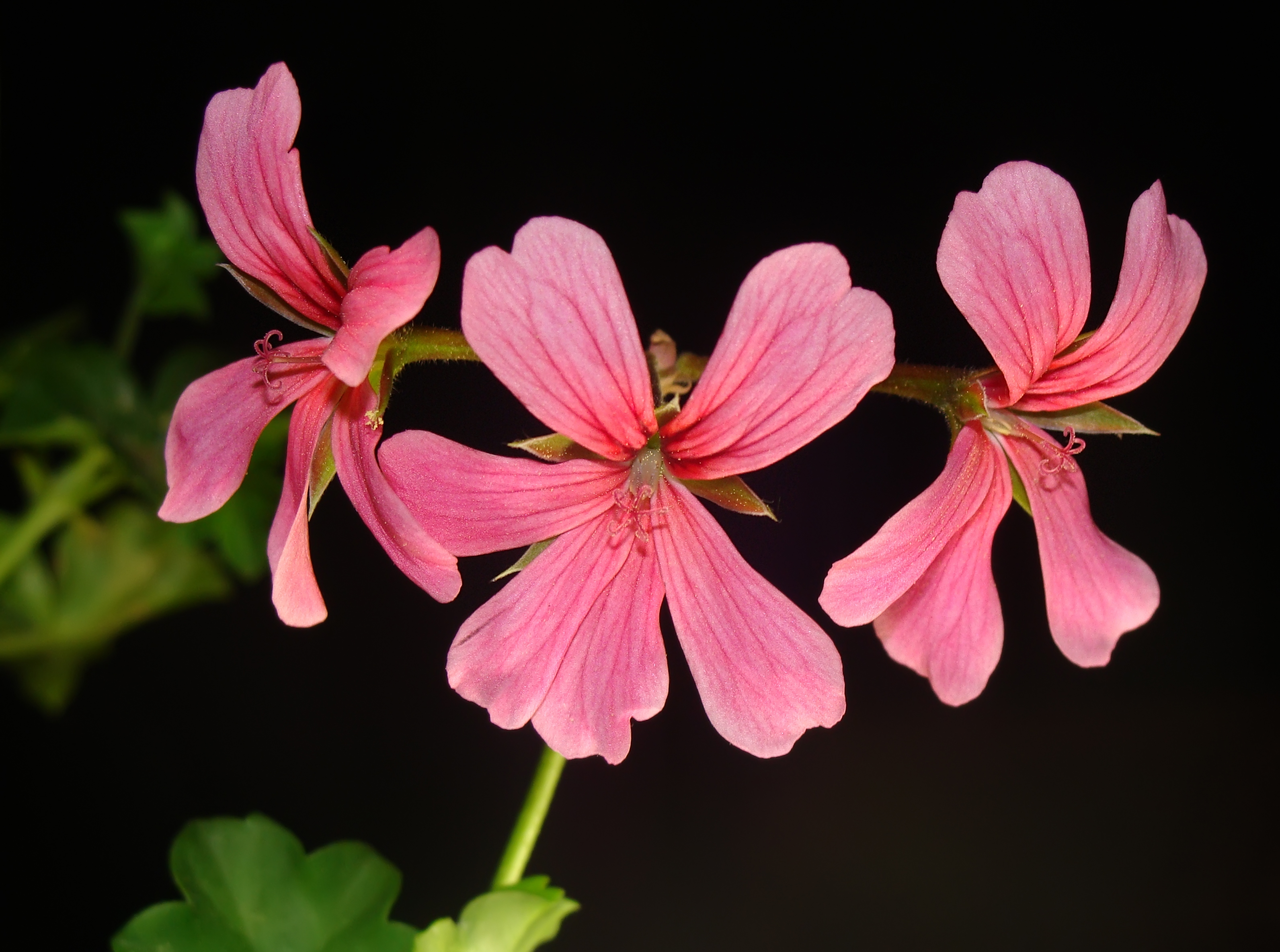
Kwiaty

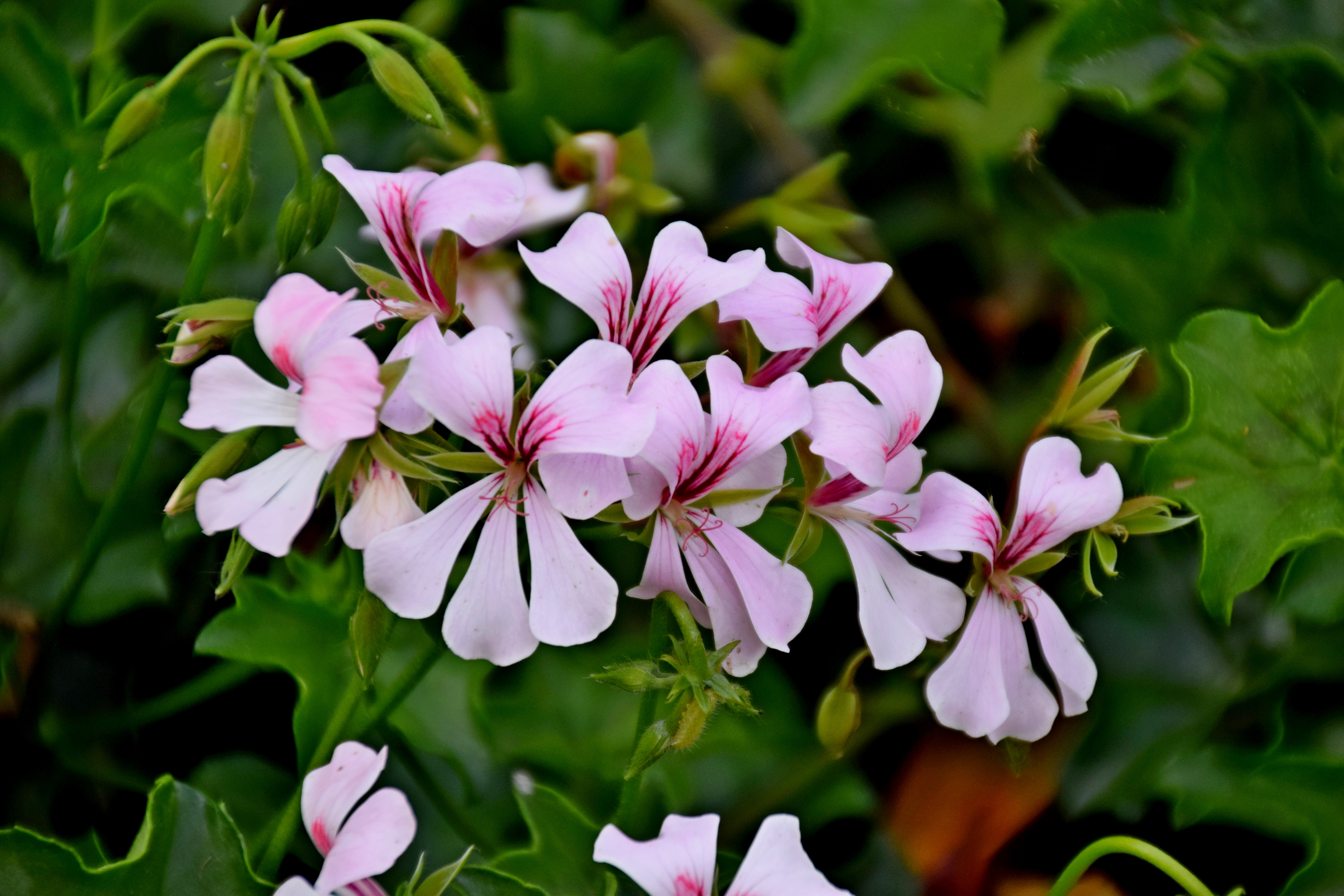
Kwiaty odmiany 'Ville de Dresde'

Pelargonie bluszczolistne – grupa odmian pelargonii pochodzących od Pelargonium peltatum i będących jej kultywarami i mieszańcami tego gatunku z innymi nieokreślonymi gatunkami pelargonii. Pelargonium peltatum pochodzi z południowej części Afryki Południowej, pochodzące od niej pelargonie bluszczolistne są w Polsce powszechnie uprawiane jako rośliny ozdobne.

## Morfologia
ŁodygaZwisająca i płożąca się, rozgałęziona, łatwo łamliwa, naga. Osiąga długość do 1–1,5 m.
LiścieUlistnienie naprzemianległe. Liście pojedyncze, błyszczące, mięsiste, długoogonkowe, pofałdowane, o kształcie przypominającym liście bluszczu. U niektórych odmian mają białe lub żółte nerwy lub białe obrzeżenia blaszki liściowej.
KwiatyZebrane w 5-10 kwiatowe baldachy wyrastające na długich szypułkach z katów liści. Są w różnych kolorach; od białego poprzez łososiowy, różowy i czerwony do fioletowego. Mogą być u różnych odmian pojedyncze lub pełne, istnieją też odmiany o dwubarwnych kwiatach. Przeważnie mają symetrię dwuboczną; 2 górne płatki korony są szersze i dłuższe, a także inaczej zabarwione, pręcików jest 10, część z nich lub wszystkie są zmarniałe.
Gatunki podobnePelargonie pasiaste i pelargonie wielkokwiatowe. Obydwie te grupy mieszańców różnią się od pelargonii bluszczolistnych grubszą i wzniesioną łodygą, ponadto p. pasiaste mają pasiasto wybarwione liście, wielkokwiatowe zaś wyraźnie większe kwiaty.

## Biologia
Bylina. Kwitnie obficie i bardzo długo (przez całe lato aż do jesiennych przymrozków), jednak większość uprawianych odmian nie wytwarza nasion. Jest rośliną termoindukcyjną, tzn, że warunkiem obitego kwitnienia jest przejście w zimie okresu spoczynku w niskiej temperaturze. W ciągu roku przyrasta około 50 cm. Jest rośliną długowieczną, jednak starsze okazy stają się nieładne, gdyż ogałacają się dołem z liści i kwitną słabiej. Zasadniczo uprawia się ją przez jeden rok, jeśli istnieją warunki do jej przezimowania, to można ją uprawiać przez 2–3 lata. W tym celu przed zimą należy ją krótko nad ziemią przyciąć i przechowywać przez zimę w oświetlonym pomieszczeniu o temperaturze 5–10 °C.

## Zastosowanie
Jest uprawiana jako roślina ozdobna, głównie jako roślina doniczkowa. W mieszkaniach uprawiana jest rzadko, szczególnie natomiast dzięki zwisającym pędom nadaje się na balkony, werandy, zewnętrzne parapety okienne. Uprawia się ją w doniczkach, skrzynkach i różnego rodzaju pojemnikach. Walorami tej rośliny są liczne i długo kwitnące kwiaty. Ostatnio w kompozycji z innymi gatunkami roślin bywa uprawiana również jako roślina rabatowa.

## Uprawa
- Wymagania. Jest łatwa w uprawie. Potrzebuje silnego światła, może to być bezpośrednie oświetlenie słoneczne. Lubi suchą atmosferę i dużo przestrzeni, nie należy jej zraszać, gdyż powoduje to jej gnicie. Dobrze znosi wysokie temperatury podczas letnich upałów. Jako podłoże najlepsza jest ziemia torfowa lub gliniasta.
- Zabiegi uprawowe. Pelargonie rosnące na zewnątrz w pełnym słońcu podlewa się codziennie (rano lub wieczorem). Nawozi się rozcieńczonym płynnym wieloskładnikowym nawozem co 2 tygodnie lub stosuje się długotrwale działające pałeczki nawozowe wkładane do podłoża. Istnieją nawozy przeznaczone specjalnie dla pelargonii. Przekwitnięte kwiatostany i uschnięte liście usuwa się, gdyż szpecą roślinę. Przezimowanej roślinie na wiosnę uszczykuje się wierzchołki pędów, by się rozkrzewiała.
- Rozmnażanie. Przede wszystkim przez sadzonki pędowe pobierane od połowy lipca do połowy sierpnia. Ścięte sadzonki przez kilka godzin pozostawia się, by obeschła powierzchnia cięcia, potem zanurza w ukorzeniaczu, sadzi w podłożu z torfu i pasku w stosunku 1:1 oraz trzyma w słonecznym i ciepłym pomieszczeniu (najlepiej w szklarni, inspekcie). Przylistki na sadzonkach usuwa się, gdyż często gniją. Ukorzenianie trwa w dobrych warunkach do 3 tygodni. Ostatnio pojawiają się odmiany, które można rozmnażać z nasion. Wysiane w piaszczystym podłożu łatwo kiełkują w temperaturze 16–18 °C.